# Natan (zoon van David)
Natan was de derde of vierde zoon van Koning David en zijn vrouw Batseba, hij was de jongere broer van Salomo. Zijn naam zou een eerbetuiging zijn aan de profeet Natan.
Zijn naam wordt vernoemd in het Oude Testament; 2 Samuel 5:14, 1 Kronieken 3:5 en 14:4.
In het Nieuwe Testament wordt hij vernoemd in de genealogie van Jezus in het Evangelie volgens Lucas 3:31. Hij is een voorvader van Heli (zoon van Matthat), de grootvader van Jezus, stamboomkundig gezien.